# Grand Prix automobile d'Espagne 1976
Résultats du Grand Prix d'Espagne 1976, couru sur le circuit de Jamara le 2 mai 1976.

## Classement
| Pos  | N° | Pilote             | Écurie             | Tours | Temps/Abandon      | Grille | Points |
| ---- | -- | ------------------ | ------------------ | ----- | ------------------ | ------ | ------ |
| 1    | 11 | James Hunt         | McLaren-Ford       | 75    | 1 h 42 min 20 s 43 | 1      | 9      |
| 2    | 1  | Niki Lauda         | Ferrari            | 75    | +30 s 97           | 2      | 6      |
| 3    | 6  | Gunnar Nilsson     | Lotus-Ford         | 75    | +48 s 02           | 7      | 4      |
| 4    | 7  | Carlos Reutemann   | Brabham-Alfa Romeo | 74    | + 1 tour           | 12     | 3      |
| 5    | 22 | Chris Amon         | Ensign-Ford        | 74    | + 1 tour           | 10     | 2      |
| 6    | 8  | Carlos Pace        | Brabham-Alfa Romeo | 74    | + 1 tour           | 11     | 1      |
| 7    | 20 | Jacky Ickx         | Williams-Ford      | 74    | + 1 tour           | 21     |        |
| 8    | 16 | Tom Pryce          | Shadow-Ford        | 74    | + 1 tour           | 22     |        |
| 9    | 19 | Alan Jones         | Surtees-Ford       | 74    | + 1 tour           | 20     |        |
| 10   | 21 | Michel Leclère     | Williams-Ford      | 73    | + 2 tours          | 23     |        |
| 11   | 2  | Clay Regazzoni     | Ferrari            | 72    | + 3 tours          | 5      |        |
| 12   | 26 | Jacques Laffite    | Ligier-Matra       | 72    | + 3 tours          | 8      |        |
| 13   | 37 | Larry Perkins      | Boro-Ford          | 72    | + 3 tours          | 24     |        |
| Abd. | 12 | Jochen Mass        | McLaren-Ford       | 65    | Moteur             | 4      |        |
| Abd. | 17 | Jean-Pierre Jarier | Shadow-Ford        | 61    | Panne électrique   | 15     |        |
| Abd. | 3  | Jody Scheckter     | Tyrrell-Ford       | 53    | Moteur             | 14     |        |
| Abd. | 28 | John Watson        | Penske-Ford        | 51    | Moteur             | 13     |        |
| Abd. | 35 | Arturo Merzario    | March-Ford         | 36    | Boîte de vitesses  | 18     |        |
| Abd. | 5  | Mario Andretti     | Lotus-Ford         | 34    | Boîte de vitesses  | 9      |        |
| Abd. | 4  | Patrick Depailler  | Tyrrell-Ford       | 25    | Accident           | 3      |        |
| Abd. | 9  | Vittorio Brambilla | March-Ford         | 21    | Suspension         | 6      |        |
| Abd. | 34 | Hans-Joachim Stuck | March-Ford         | 16    | Boîte de vitesses  | 17     |        |
| Abd. | 10 | Ronnie Peterson    | March-Ford         | 11    | Transmission       | 16     |        |
| Abd. | 30 | Emerson Fittipaldi | Copersucar-Ford    | 3     | Transmission       | 19     |        |
| Nq.  | 18 | Brett Lunger       | Surtees-Ford       |       | Non qualifié       |        |        |
| Nq.  | 32 | Loris Kessel       | Brabham-Ford       |       | Non qualifié       |        |        |
| Nq.  | 25 | Emilio Zapico      | Williams-Ford      |       | Non qualifié       |        |        |
| Nq.  | 33 | Emilio de Villota  | Brabham-Ford       |       | Non qualifié       |        |        |
| Nq.  | 24 | Harald Ertl        | Hesketh-Ford       |       | Non qualifié       |        |        |
| Nq.  | 31 | Ingo Hoffmann      | Copersucar-Ford    |       | Non qualifié       |        |        |

Légende :
- Abd.=Abandon

## Pole position et record du tour
- Pole position : James Hunt en 1 min 18 s 52 (vitesse moyenne : 156,067 km/h).
- Tour le plus rapide : Jochen Mass en 1 min 20 s 93 au 52e tour (vitesse moyenne : 151,420 km/h).

## Tours en tête
- Niki Lauda : 31 (1-31)
- James Hunt : 44 (32-75)

## À noter
- 2e victoire pour James Hunt, initialement déclassé pour voiture non réglementaire car trop large, mais reclassé premier après avoir fait appel[1]
- 16e victoire pour McLaren en tant que constructeur.
- 87e victoire pour Ford Cosworth en tant que motoriste.
- 1er Grand Prix pour l'écurie Boro.